# 人馬 (納尼亞)
在英國作家C·S·路易斯創作的奇幻小說系列《納尼亞傳奇》裡，人馬（Centaurs）是納尼亞世界的一種虛構生物，他們常作為先知、賢者或忠實的朝臣、戰士，擅長天文學和占卜。在納尼亞人馬的身內有兩個胃，一個是人、另一個則是馬的，意味著他們每天必須要分別吃下大量人類與馬的食物。
相對之下，希臘神話中的半人馬幾乎是一個野蠻的種族，他們貪婪而暴力，且常常喝醉 。
在整部納尼亞系列小說只有三名人馬被賦予名字，分別為《賈思潘王子》的峽谷風暴、《銀椅》的雲生和《最後的戰役》的倫威。此外，在2005年電影《納尼亞傳奇：獅子·女巫·魔衣櫥》裡還有人馬歐瑞斯將軍的原創角色。

## 人物

### 峽谷風暴
峽谷風暴（Glenstorm）在《賈思潘王子》一書出場。第六章裡，當賈思潘王子初次遇見峽谷風暴時，他被描述為一位強大、嚴肅而高貴的戰士，同時也是先知和星象家，有著金黃色的鬍鬚，見到賈思潘的第一句話便說「吾王萬歲！我和兒子已經準備作戰了」。後來，他也隨著納尼亞人軍隊參與了第二次貝路納之役，與坦摩軍隊決戰。
在電影《納尼亞傳奇：賈思潘王子》裡由科內爾·S·約翰飾演峽谷風暴。導演安德魯·亞當森希望能讓非洲裔演員來出演此角；選角總監史蒂文斯則評論這個角色：「峽谷風暴是一个睿智、神聖的角色，同樣也是一个骁勇善战的武士」。

### 雲生
在《銀椅》的最後一章裡，人馬雲生（Cloudbirth）被描述為「著名的治療師」，正在醫治沼澤人泥桿兒被燙傷的腳。

### 尤斯提與姬兒乘坐的人馬
在《銀椅》裡，有兩名人馬自願載尤斯提與姬兒到凱爾帕拉瓦宮，這對尤斯提兩人而言這是一件很大的光榮。這兩名人馬用「一種肅穆、優雅、成熟的方式表現他們的禮貌」，沿途中他們告訴孩子們不少知識，包括「藥草和根坙的屬性、行星的影響、亞斯藍的九個名字和各自的含意」等等。

### 倫威
倫威（Roonwit），初登場於《最後的戰役》第二章，跟峽谷風暴一樣是先知和星象家。當納尼亞的居民都在慶祝亞斯藍的來到時，他卻告訴國王逖里安亞斯藍並無到來的事實，並覺得有種非常邪惡的事物正在接近納尼亞。隨即逖里安從樹精靈口中得知燈野的樹木被人大量砍伐，倫威受命前往凱爾帕拉瓦宮去招集援軍。第八章結尾時，老鷹千里眼告知逖里安：倫威已被入侵的卡羅門軍隊射殺於凱爾帕拉瓦宮之外，死前說「切記所有的世界都有結束的一天」。

### 歐瑞斯
歐瑞斯（Oreius）是電影《納尼亞傳奇：獅子·女巫·魔衣櫥》的原創角色，由派屈克·凱克飾演。他是獅王亞斯藍的侍衛隊隊長。在貝路納之役中與彼得·佩文西並肩作戰，親手擊殺了白女巫手下的大將惡冥將軍。他在試圖攻擊白女巫時被對方變成石頭。